# Rômulo (Fußballspieler, 1990)
Rômulo Borges Monteiro (* 19. September 1990 in Picos), kurz Rômulo, ist ein brasilianischer Fußballspieler. Der defensive Mittelfeldspieler und achtmalige brasilianische Nationalspieler steht bei CR Vasco da Gama unter Vertrag.

## Karriere

### Vereine
Rômulo spielte in seiner Jugend für den CA Porto Caruaru und wechselte im Januar 2010 zum CR Vasco da Gama. Am 15. Juli 2010 kam er beim 0:0 gegen den Goiás EC zu seinem Debüt in der Série A. Am 5. November 2010 erzielte er beim 2:1-Sieg gegen Grêmio Barueri beide Tore und damit seine ersten Treffer im Profifußball. 2011 gewann er mit dem Verein den brasilianischen Pokal.
Zur Saison 2012/13 wechselte Rômulo zu Spartak Moskau in die russische Premjer-Liga. Bei seinem Debüt am 18. August 2012 erzielte er beim 2:1-Sieg gegen Rubin Kazan gleich seinen ersten Treffer für Spartak. Am 19. September 2012 spielte Rômulo zum ersten und bislang einzigen Mal in der Champions League und erzielte bei der 2:3-Niederlage beim FC Barcelona das Tor zur zwischenzeitlichen 2:1-Führung.
Im Januar 2017 kehrte Rômulo nach Brasilien zurück und wechselte zu Flamengo Rio de Janeiro. Mit dem Klub konnte er 2017 die Staatsmeisterschaft von Rio de Janeiro und 2018 die Taça Guanabara gewinnen. In der Série A wurde Rômulo mit Flamengo 2018 Vize-Meister. Im Januar 2019 wechselte er auf Leihbasis zu Grêmio Porto Alegre. Der Kontrakt enthielt die Option des Kaufes der wirtschaftlichen Rechte zum Ende des Leihgeschäftes, wurde jedoch nicht gezogen. Nach seiner Rückkehr zu Flamengo wechselte Rômulo im Januar 2020 zum Shijiazhuang Ever Bright FC nach China. Dort blieb er bis zum April des folgenden Jahres und ging dann zurück zu seinem ehemaligen Verein CR Vasco da Gama.

### Nationalmannschaft
Rômulo debütierte am 28. September 2011 beim 2:0-Sieg gegen Argentinien in der brasilianischen Nationalmannschaft. Seinen ersten Treffer erzielte er am 9. Juni 2012 bei der 3:4-Niederlage gegen denselben Gegner. Im Sommer 2012 nahm er mit der U23-Auswahl an den Olympischen Spielen in London teil und gewann mit ihr die Silbermedaille. Sein bislang letztes Länderspiel absolvierte Rômulo am 10. September 2012 beim 8:0-Sieg im Testspiel gegen China.

## Erfolge
CR Vasco da Gama
- Brasilianischer Pokalsieger: 2011

Spartak Moskau
- Russischer Meister: 2017

Flamengo
- Staatsmeisterschaft von Rio de Janeiro: 2017
- Taça Guanabara: 2018

Grêmio
- Staatsmeisterschaft von Rio Grande do Sul: 2019

Nationalmannschaft
- Silbermedaille bei den Olympischen Spielen: 2012